# 93
| 93                 |
| ------------------ |
| Dødsfald - Fødsler |
|                    |

| Gregoriansk kalender | 93 XCIII                |
| Ab urbe condita      | 846                     |
| Armensk kalender     | I/T                     |
| Kinesiske kalender   | 2789 – 2790 壬辰 – 癸巳 |
| Etiopisk kalender    | 85 – 86                 |
| Jødisk kalender      | 3853 – 3854             |
| Hindukalendere       |                         |
| - Vikram Samvat      | 148 – 149               |
| - Shaka Samvat       | 15 – 16                 |
| - Kali Yuga          | 3194 – 3195             |
| Iransk kalender      | 529 BP – 528 BP         |
| Islamisk kalender    | 546 BH – 545 BH         |

Se også 93 (tal)